# Kevin Varga
Pour les articles homonymes, voir Varga.
Kevin Varga, né le 30 mars 1996 à Karcag, est un footballeur international hongrois qui évolue au poste d'ailier au MKE Ankaragücü.

## Biographie

### Carrière en club

#### Debreceni VSC
Il signe en 2015 dans le club hongrois Debreceni VSC. Il est directement prêté dans un autre club hongrois.

##### Prêt au Balmazújváros FC (2015-2016)
Il est prêté durant une saison au Balmazújváros FC où il joue 19 matchs et marque 3 buts.

##### Prêt au Cigánd SE (2017)
Il est prêté une partie de la saison au Cigánd SE, où il joue seulement 8 matchs.

#### Retour au Debreceni VSC (après ses deux prêts)
Le 18 août 2017, Varga dispute son premier match professionnel avec Debrecen lors d'une victoire 4-1 contre Vasas en Ligue hongroise.
En 2019, il participe avec Debrecen aux tours préliminaires de la Ligue Europa. Il se met en évidence lors du premier tour, en étant l'auteur d'un doublé face au club albanais du FK Kukës.
En 2020, il quitte son club après 5 ans de contrat pour rejoindre le championnat turc.
Il aura joué en tout 113 matchs et marqué 12 buts.

#### Kasimpasa SK
Après plusieurs prêts en Hongrie, Varga est transféré au Kasımpaşa SK le 2 septembre 2020, pour un montant de 850 000 €, signant un contrat de 4 ans avec le club de Süper Lig.

##### Prêt au BSC Young Boys (2022)
Le 9 février 2022, il est prêté jusqu'au terme de la saison, c'est-à-dire en juin 2022, au Berner Sport Club Young Boys (pour pallier entre autres la blessure de Christian Fassnacht).

### Carrière en sélection
Il fait ses débuts avec l'équipe de Hongrie le 9 juin 2018 lors d'un match amical contre l'Australie.
Il marque son premier but le 18 novembre 2020 à l'occasion d'une victoire 2-0 en Ligue des nations contre la Turquie, le pays dans lequel il évolue en club.